# Martesa
Martesa es una película de drama romántico kosovar de 2017 dirigida por Blerta Zeqiri. Fue seleccionada como la entrada kosovar a la Mejor Película en Lengua Extranjera en la 91.ª edición de los Premios Óscar, pero no fue nominada.

## Sinopsis
En el período previo a la boda de Bekim y Anita, el amigo de Bekim y ex amante gay, Nol, regresa del extranjero.

## Reparto
- Alban Ukaj como Bekim
- Adriana Matoshi como Anita
- Genc Salihu como Nol

## Recepción
En Rotten Tomatoes, tiene un puntaje del 75% basado en 8 críticos, con una calificación promedio de 8/10.